# Grote Prijs Raf Jonckheere 2004
De 54e editie van de Belgische wielerwedstrijd Grote Prijs Raf Jonckheere werd verreden op 28 juli 2004. De start en finish vonden plaats in Westrozebeke. De winnaar was Mario De Clercq, gevolgd door Mindaugas Goncaras en Tom Stremersch.

## Uitslag
| Grote Prijs Raf Jonckheere 2004 |                    |                         |      |
| Plaats                          | Naam               | Ploeg                   | Tijd |
| Winnaar                         | Mario De Clercq    | MrBookmaker.com-Palmans |      |
| 2                               | Mindaugas Goncaras | geen                    |      |
| 3                               | Tom Stremersch     | geen                    |      |

1951 · 1952 · 1953 · 1954 · 1955 · 1956 · 1957 · 1958 · 1959 · 1960 · 1961 · 1962 · 1963 · 1964 · 1965 · 1966 · 1967 · 1968 · 1969 · 1970 · 1971 · 1972 · 1973 · 1974 · 1975 · 1976 · 1977 · 1978 · 1979 · 1980 · 1981 · 1982 · 1983 · 1984 · 1985 · 1986 · 1987 · 1988 · 1989 · 1990 · 1991 · 1992 · 1993 · 1994 · 1995 · 1996 · 1997 · 1998 · 1999 · 2000 · 2001 · 2002 · 2003 · 2004 · 2005 · 2006 · 2007 · 2008 · 2009 · 2010 · 2011 · 2012 · 2013 · 2014 · 2015 · 2016 · 2017 · 2018 · 2019 · 2020 · 2021 · 2022